# Robert Bigelow
Robert Bigelow (12 maggio 1944) è un imprenditore statunitense.
Proprietario della catena alberghiera Budget Suites of America e fondatore di Bigelow Aerospace, Bigelow ha usato la sua ricchezza per fornire sostegno finanziario per indagini pseudoscientifiche su argomenti parapsicologici, compresi gli UFO e la continuazione della coscienza dopo la morte. 

## Biografia
Bigelow è cresciuto a Las Vegas, nel Nevada, ha frequentato la Highland Elementary School ed è entrato in contatto per la prima volta con la scienza a seguito di una serie di esperimenti sulle armi nucleari condotti nel Nevada Test Site, un'area situata circa 100 km a nord-ovest della città. All'età di dodici anni decise che il suo futuro era nell'esplorazione spaziale. Nonostante i suoi limiti in matematica, decise di scegliere una carriera che lo avrebbe reso abbastanza ricco da poter acquisire, un giorno, le competenze scientifiche necessarie per lanciare il suo programma spaziale.
Ha studiato prima all'Università del Nevada, a Reno, laureandosi poi all'Università statale dell'Arizona.
Dalla fine degli anni 1960 alla fine degli anni 1990 ha sviluppato un'attività imprenditoriale in ambito immobiliare costruendo alberghi e appartamenti. Nel complesso ha realizzato circa 15000 unità e ne ha acquistate altre 8000.

## UFO e paranormale
Nel 1995 ha fondato il National Institute for Discovery Science (NIDS) per finanziare ricerche e studi su varie scienze di confine e su argomenti del paranormale, in particolare l'ufologia. L'organizzazione ha studiato gli episodi di mutilazioni del bestiame e i rapporti sul cosiddetto Triangolo nero, attribuendo infine quest'ultimo ai militari. L'istituto è stato sciolto nel 2004.
Nel 1996, Bigelow acquistò Skinwalker Ranch, un ranch di 207 ettari per l'allevamento di  bestiame, situato nello Utah, in un sito su cui esistono credenze dell'esistenza di una fantomatica di comunicazione porta inter-dimensionale utilizzata da mutaforma alieni.
Nel dicembre 2017,  è finito sul New York Times per aver esortato il senatore Harry Reid ad avviare quello che poi è diventato l'Advanced Aerospace Threat Identification Program (AATIP), un programma governativo che ha operato dal 2007 al 2012 incaricato dello studio degli UFO. Secondo il New York Times, Bigelow si dichiarava "del tutto convinto" che dell'esistenza degli alieni e del fatto che abbiano visitato la Terra.
Nel giugno 2020, ha fondato il Bigelow Institute for Consciousness Studies (BICS) per finanziare indagini sulla vita dopo la morte. Nel gennaio 2021, ha messo in palio un premio di 1 milione di dollari per chiunque potesse dimostrare l'esistenza di vita dopo la morte.

## Sviluppo aerospaziale
Nel 1999, ha fondato la Bigelow Aerospace, con l'intento di voler spendere fino a 500 milioni di dollari per sviluppare la prima stazione spaziale commerciale, con l'obiettivo di limitare spendere solo il 33% degli 1,5 miliardi di dollari impegnati dalla NASA per una singola missione dello Space shuttle. Bigelow Aerospace ha lanciato due moduli spaziali sperimentali, Genesis I nel 2006 e Genesis II nel 2007, e aveva progettato habitat spaziali su vasta scala da utilizzare come hotel orbitali, laboratori di ricerca e fabbriche.
Nel 2013, ha rivelato che il motivo del suo impegno nel settore immobiliare commerciale era ottenere le risorse necessarie per poter finanziare un team che sviluppasse destinazioni spaziali. Nell'ottobre 2017, Bigelow ha annunciato di aver pianificato la messa in orbita, entro il 2022, di un albergo gonfiabile per il turismo spaziale. Il piano faceva parte di una partnership con United Launch Alliance, un progetto il cui costo era stimato in un totale di 2,3 miliardi di dollari, mentre il costo di un soggiorno di tre giorni in questo hotel spaziale era stimato in 5 milioni di dollari.
Nell'aprile 2016, il modulo BEAM di Bigelow è stato lanciato verso la Stazione spaziale internazionale durante l'ottava missione di rifornimento cargo SpaceX.
Nel marzo 2020, Bigelow Aerospace ha licenziato tutti gli 88 membri del personale e ha interrotto le operazioni dopo oltre 20 anni di attività, una mossa che è stata in parte causata dalla pandemia di coronavirus.
Nel marzo 2021, ha citato in giudizio la NASA per 1,05 milioni di dollari, sostenendo di non essere stato pagato secondo quanto previsto dal contratto per il collaudo e lo sviluppo dei prodotti. 

## Vita privata
Bigelow ha sposato con Diane Mona Bigelow, morta il 19 febbraio 2020 dopo 55 anni di matrimonio.

### Contributi politici
Bigelow ha fatto donazioni politiche ai candidati repubblicani conservatori.  Nel luglio 2022, ha donato 10 milioni di dollari al governatore della Florida, il repubblicano Ron DeSantis, in quella che è stata la più ingente donazione singola alla candidatura per la rielezione. Ha anche contribuito con oltre 25 milioni di dollari a gruppi di sostegno della candidatura di Joe Lombardo a governatore del Nevada. Ha sostenuto la campagna elettoraledi Donald Trump. Subito dopo le condanne inflitte a Donald Trump sui 34 capi d'accusa di cui era imputato, Bigelow ha promesso che avrebbe donato altri 5 milioni di dollari.